# Kerstin Johansson (TV-producent)
Kerstin Elisabeth Johansson, född 1959[källa behövs], är en svensk TV-producent som driver produktionsbolaget Brommamamma.
Johansson var tidigare producent vid Jarowskij och stod som producent för dramaserier som c/o Segemyhr och Heja Björn. Hon drev därefter produktionsbolaget Brommamamma tillsammans med Henrik Schyffert och Erik Haag. Hon var bolagets vd fram till 2014. Hon har vid Brommamamma bland annat varit producent för serierna Allt faller och Söder om Folkungagatan samt exekutiv producent för Zebrarummet.